# الشمعدان الحديدي
الشمعدان الحديدي (بالبلغارية: Железният светилник) رواية تاريخية للكاتب ديميتر تاليف نشرت سنة 1952. وهذا هو الجزء الأول من رباعية. يعكس الكتاب الصراع البغاري من أجل الاستقلال السياسي والديني. كتب تاليف الرواية في وقت هو وعائلته كانوا يعيشون في لوكوفيت.

## تركيب
يتكون الكتاب من 4 أجزاء 

1. حفيدة حج سارافيم (Хаджисерафимовата внука) 

2. في عصور مظلمة (Втъмни времена) 

3. يوقظ الشعب (Пробуджа се народ)

4. جذور وفروع (Корени и гранки)